# Osiedle Słoneczne (Bielsko-Biała)
Osiedle Słoneczne – zespół mieszkaniowy w Bielsku-Białej, w (niewielkiej) części dzielnicy Aleksandrowice. 
Osiedle powstało w latach 1960–1970. Zamieszkuje je 4-6 tys. osób. Znajduje się pomiędzy ulicami: Cieszyńską, Michałowicza oraz Aleksandrowicką. Składa się z ponad 30 bloków. Główną ulicą osiedla jest ulica Michałowicza. Przez osiedle kursuje 8 linii autobusowych, w tym 7 dziennych (linie 3, 14, 20, 28, 30, 50 kursują ulicą Michałowicza, a linia nr 7 ul. Cieszyńską, zatrzymuje się na przystanku Cieszyńska/Os. Słoneczne) i 1 nocna (kursuje ul.Michałowicza).